# Pararge xiphioides
La maculada canaria (Pararge xiphioides) es una especie de mariposa endémica de las Islas Canarias. Puede encontrarse en las islas de Tenerife, Gran Canaria, La Gomera y La Palma, en bosques de laurisilva y castañares. Los adultos pueden encontrarse durante todo el año y las orugas se alimentan de diversas plantas como  Brachypodium spp., Dactylus spp., Luzula forsteri, Oryzopsis miliacea, Agrostis tenuous y Carex divulsa

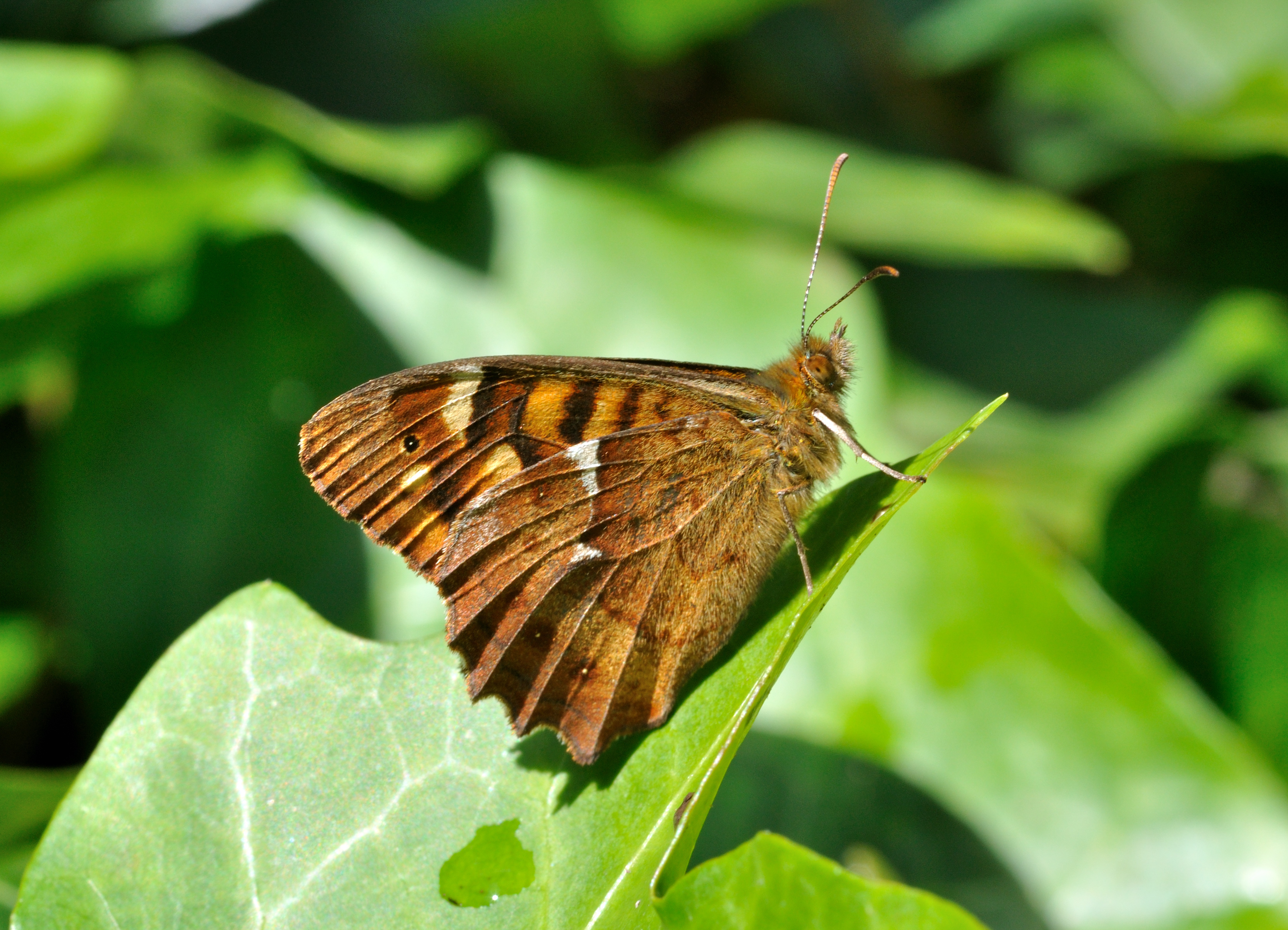
Vista externa de las alas.